# Agustín Millán Vivero
Agustín Millán Vivero (Texcaltitlán, Estado de México, 24 de julio de 1879 - Aljibes, 19 de mayo de 1920) fue un general de brigada y político mexicano que participó en la Revolución mexicana, apoyando al movimiento maderista y posteriormente al Ejército Constitucionalista. Durante el conflicto se desempeñó como gobernador del Estado de Veracruz en 1915 y como gobernador del Estado de México en tres ocasiones entre 1917 y 1920.

## Biografía
Nació en el municipio de Texcaltitlán, Estado de México. Se trasladó a Orizaba, cuando tenía 20 años, donde trabajó como carpintero. En 1909, durante la revolución a partir de México, se unió al Partido Antirreeleccionista (contra la reelección de Porfirio Díaz), y con el apoyo de Francisco I. Madero. En 1913 luchó en el rango de segundo teniente al mando del general Cándido Aguilar (División de Oriente) en contra de Victoriano Huerta, quien lo sustituyó temporalmente como jefe militar y como gobernador de Veracruz en 1915.
El 30 de junio de 1917, en el rango de General de Brigada, siguió a Carlos Tejada como Gobernador del Estado de México, apoyado por el Club Democrático Progresista. Durante este período, fue dos veces ausente por razones militares. La primera vez, Joaquín García Luna actuó en lugar de él, del 6 de septiembre de 1918, al 4 de marzo de 1919. Cuando la rebelión de Agua Prieta explotó, acompañó al presidente Venustiano Carranza. En este momento, Francisco Javier Gaxiola actuó en lugar de él el 11 de septiembre de 1919, al 8 de marzo de 1920. Millán se lesionó en las acciones de combate. Debido a su constitución física mala, Darío López se convirtió en gobernador interino el 13 de marzo.
Millán murió a consecuencia de sus heridas el 19 de mayo de 1920.